# Alessandro Falassi

## Alessandro  Falassi
Alessandro Aurelio  Falassi (Castellina in chianti 3 ottobre 1945-Siena 19 febbraio 2014)
Alessandro  Falassi  ha incarnato una figura rara nel panorama accademico italiano e internazionale: quella del ricercatore perenne capace di attraversare con la stessa autorevolezza le università americane, i centri di ricerca europei e i piccoli borghi toscani, dove ancora oggi si tramandano feste e rituali oggetto dei suoi studi.  Antropologo, docente universitario, narratore , divulgatore, il suo contributo resta imprescindibile per chiunque voglia comprendere le dinamiche simboliche e identitarie delle culture non solo  locali nel mondo contemporaneo, analizzando la trasformazione dei rituali collettivi nel contesto della società contemporanea e della globalizzazione.
Nato a Castellina  in Chianti  il  3 Ottobre 1945 , si è spento a Siena il 19 febbraio 2014,  lasciando un’eredità intellettuale ed affettiva viva e riconosciuta ben oltre i confini accademici.
Laureatosi alla Cesare Alfieri  di Firenze in Scienze politiche con docenti del calibro di Luzi, Sartori e Spadolini,  Falassi , attratto dal metodo  di ricerca antropologica  americana, si trasferì a Berkeley dove nel 1973 ottenne il Master of Arts in Folklore presso la UCLA, raggiungendo poi nel  1975  il Ph.D maxima cum laude  in Antropology and Folklore nella suddetta università, dove poi ha insegnato per svariati anni prima come visiting professor  e poi come full professor.
Pubblicazioni
A quegli anni  risale la celebre monografia “La terra in piazza” (1975), scritta con il prof. statunitense Alan Dundes, che resta un punto di riferimento mondiale per l’antropologia simbolica delle feste popolari.  
Cinque anni dopo i fondamentali: “ Folklore by Fireside. Text and Context of the Tuscan  Veglia”,  “La santa dell’Oca”  con la prefazione di Ernesto Balducci e  “ Per forza e per amore”. I canti popolari del Palio di Siena.
Le poche centinaia di canti raccolti e commentati da Falassi in questa ultima pubblicazione  non sono, come ebbe a dire nella prefazione, che “ una piccola parte dei canzonieri di contrada senesi che, ad ogni Palio, si arricchiscono di molti nuovi testi”  e quindi asserisce l’ autore che la presunta “morte del folklore”  a Siena tarderà a venire.  Alla domanda che spesso si sentiva dire sul perché tutto questo proprio a Siena, Falassi rispondeva con  quella psicanalitica del “sistema simbolico che gratifica”,  o quella dello storico marxista “ perché non c’è stata una vera rivoluzione industriale” ; ma lui preferiva  la risposta del contradaiolo, ovvero perché è bello e perché ci garba.
Falassi ha curato numerose opere collettive in inglese, italiano e spagnolo. 
Tra queste, spicca “La Festa” (1989)  per l’Electa,  volume che racchiude e descrive le principali  festività delle regioni italiane;  “le feste italiane  rappresentano  un fenomeno sociale di complessità straordinaria; a tracciarne le linee generali , con chiarezza  e completezza, nei limiti  necessariamente angusti di un volume unico”,  Falassi non poteva che chiamare  “un gruppo interdisciplinare di specialisti, ognuno  di riconosciuta competenza nelle varie culture regionali” , come, tra i tanti,  Maurizio del Ninno,  Carpitella,  Lombardi Satriani,  Margherita Satta.
La prefazione, oltre che le festività toscane, sono di Falassi, che con competenza  traccia il profilo storico e dovizioso della festa  come evento sociale e culturale a partire dall’età romana a quella contemporanea, indicando lo studio della festa come  un’ occasione, “ una chiave di accesso privilegiata   alla conoscenza e all’esperienza della cultura  e definisce  come  “ difficile credere  a una  “fine della festa” o  alla “morte della festa” se non riferendosi ad alcune delle sue innumerevoli  manifestazioni” in quanto, come asserito da Levi-Strauss,  è un sistema ridotto, ove le cose separate sono  percepite come facenti parte di  un tutto. La Festa, secondo Falassi,  può essere un’occasione per indicare i “modi di convivenza e di interazione sociali possibili, insospettati, inadempiuti” .
Ed infatti nel 2001 viene pubblicato il volume “ Le Fetes du Soleil”: celebrations of the Mediterranean Regions” ( 2001) un lavoro enciclopedico che ha coinvolto studiosi di molti  paesi che si affacciano sul mare nostrum, in quell’ottica di unione   e mediazione culturale di popoli. 
Nel comitato scientifico compaiono come   collaboratori i proff. Calabrese, De Puymege, Habib, Hasan-Rokem, Trincao.
Tra i  contributi più significativi di Falassi  vi è l’elaborazione di un modello teorico delle "fasi rituali" delle feste — struttura, rottura, ritorno all’ordine (di solito controllato religiosamente, con un passaggio in chiesa )  —  rielaborato in chiave mediterranea. La sua idea è che le feste non siano semplici ricorrenze folkloriche, ma dispositivi culturali complessi, nei quali una comunità riflette su se stessa, ridefinisce i propri ruoli, mette in scena tensioni e desideri collettivi.  Come ebbe a dire per il Palio, da lui studiato per la prima volta in chiave antropologica,  “...non è una corsa di cavalli. E’ una festa che è stata molte feste, è il rito di una città e la memoria storica di una civiltà della quale due volte l’ anno mette in scena la concezione del mondo”.
La produzione, ricchissima, di Falassi   è stata tradotta in varie lingue: francese, inglese, tedesco, spagnolo,  polacco  e giapponese.
Infatti, per far conoscere  la cultura senese ed italiana anche in Giappone, assieme a Raymond Flowers,  ha scritto  i due libri in lingua solo nipponica  : “Italy! A survival guide to  costums and etiquette” nel 1995  e “ Italy. A traveler’s History”  nel 2008. 
Didattica 
In ambito didattico, era noto per il suo stile vivace, ironico, coinvolgente, capace di rendere comprensibili concetti complessi agli studenti della Università per Stranieri di Siena, che post mortem gli ha intitolato l’auditorium.
Il portare avanti il suo nome è il segno che la sua eredità è tutt’altro che confinata al passato.
Parlava con naturalezza l’inglese ed il francese,  e grazie a questo suo talento linguistico è stato visiting professor in varie università internazionali europee e americane.
Il suo corso sul folklore italiano alla University of California, come visiting e poi  full professor,  fu uno dei più frequentati dagli anni '80 fino ai primi anni 2000, compresa l’esperienza  nella Università galleggiante  “Semester at Sea” affiliata accademicamente alla University of Colorado.
Falassi è stato anche un consulente culturale per enti pubblici, musei, festival e documentari RAI, sempre attento a evitare le derive “turistiche” del folklore.
E’ nota la sua intervista  inglese nel video del 1972  “The Palio of Siena” del regista Weigall per la BBC,  o due anni dopo in To Siena with Love di Connor, per la BPS.
Nel 1988  fu consulente  in Four days in Summer di Darby, sempre per la BBC.
Paolo Frajese  lo volle in" Per forza e per amore"  e  Folco Quilici lo contattò per  alcuni documentari  della serie “Archivi del tempo”. In ognuno promuoveva una valorizzazione consapevole e rispettosa delle tradizioni locali, avversando ogni forma di banalizzazione commerciale.
Le sue ultime collaborazioni  a progetti audiovisivi  avvengono nel 2006 per Il trucco o l’anima  e nel 2007  per Storie di fantini di Reale
E’ stato Direttore scientifico  del progetto “Video Italia”  con lo scopo di individuare  e schedare i giacimenti  culturali italiani, ed assieme a Barbara Mauldin  ha  lavorato al progetto “Carnavale” del Museum of International Folk Art  con mostra annessa.
Nella storica Residenza della Ambasciata d’Italia a Stoccolma, Falassi è stato  consulente e conferenziere  nell’evento rievocante il banchetto offerto da papa Clemente IX  alla regina Cristina di Svezia.
				Contrada 
la Contrada ha sempre ricordato con affetto e stima il suo Priore , creando anche la “Biblioteca Falassi” che pubblica ogni anno un volume di scritti vari e di argomento senese e contradaiolo.
Dal punto di vista umano, chi lo ha conosciuto lo descrive come un uomo colto e spiritoso, ma mai accademicamente distante. Sempre disponibile al confronto, partecipava con entusiasmo alla vita cittadina senese, condividendo con i contradaioli  anche le tensioni e i momenti di lutto. Per questo la sua scomparsa è stata sentita come una perdita collettiva ed a lui è stata intitolata la “Biblioteca Alessandro Falassi”  e a breve ( giovedì 21 agosto ) il “Giardino Alessandro Falassi” ,sempre  nel territorio dell’Istrice, su proposta del prof. Balestracci,  con cui  Falassi ha collaborato in varie occasioni culturali.
Deputato della Festa per circa venti volte, ha presentato i “cenci” di Alinari,  Botero, Arroyo, Botero e Chia, che  incaricò,  da Priore della Contrada Sovrana dell’Istrice, di creare il famoso monumento al cavallo che si trova attualmente nei giardini della Lizza. L’intento di Falassi era quello di mostrare quanto a Siena il cavallo sia amato e come le tradizioni  senesi  vengano trasmessi alle nuove generazioni. Ogni anno,  all’ombra della statua raffigurante un cavallo ed un puledro che gli si affianca, viene offerta la merenda proprio ai bambini di contrada perché si nutrano anche dei valori senesi.
Con le litografie di Arroyo, Falassi  pubblicò  “El Palio de Sena. Diez Asesinos” nel 1991; pubblicazione voluta dalla Associazione dei  Collezionisti d’ Arte in sola traduzione spagnola.			   
Origini 
www.treccani.it/enciclopedia/eol-falassi-alessandro/                                                                    
https://www.betti.it/book-author/alessandro-falassi/ https://www.libraccio.it/autore/alessandro-falassi/libri.html https://www.libreriauniversitaria.it/libri-autore_falassi+alessandro-alessandro_falassi.htm?srsltid=AfmBOorH8XWUzVSsJOBGWZn56qG8tOm0Z8GREPXexjVJ9S6yK_F7u8D9
https://www.lanazione.it/siena/cronaca/il-viaggio-di-alessandro-falassi-2f3e5785
https://www.sienasociale.it/2024/03/24/il-ricordo-di-alessandro-falassi-a-10-anni-dalla-scomparsa/
https://www.sienasociale.it/2023/10/03/una-biblioteca-per-alessandro-falassi/
https://www.sienasociale.it/2023/10/03/una-biblioteca-per-alessandro-falassi/
https://sienanews.it/cultura/19-febbraio-2014-muore-alessandro-falassi-grande-senese-e-famoso-antropologo/
https://www.toscanalibri.it/scritto-dautore/il-professore-che-decifro-la-festa-di-siena_1751/
https://sienanews.it/cultura/3-ottobre-nasce-a-castellina-in-chianti-alessandro-falassi/ https://archive.org/details/timeoutoftimeess0000unse